# Bielski Hostineć
Bielski Hostineć (biał. "Бельскі гостінэць") – czasopismo krajoznawczo-kulturalne wydawane od 1998 roku w Bielsku Podlaskim przez Muzeum Małej Ojczyzny w Studziwodach. Początkowo wydawane jako kwartalnik, od 2010  półrocznik. Artykuły publikowane są w języku polskim, białoruskim i podlaskim dialekcie jęz. białoruskiego. Założycielem i redaktorem naczelnym pisma jest Doroteusz Fionik. Nakład wynosi 500-700 egzemplarzy. Bielski Hostineć jest wydawany przy wsparciu finansowym Ministerstwa Spraw Wewnętrznych i Administracji.